# ジェニファー・ブレイディ
ジェニファー・ブレイディ（Jennifer Brady, 1995年4月12日 - ）は、アメリカ・ペンシルベニア州ハリスバーグ出身の女子プロテニス選手。これまでにWTAツアーでシングルス1勝を挙げている。身長178cm、体重68kg。右利き、バックハンド・ストロークは両手打ち。WTAランキング最高位はシングルス13位、ダブルス44位。

## 来歴
7歳からテニスを始める。カリフォルニア大学ロサンゼルス校で2014年のNCAAトーナメントに優勝に貢献した。2015年にプロに転向する。
4大大会では2017年全豪オープンで予選を勝ち上がり初出場しいきなり4回戦まで進出した。2017年全米オープンでも4回戦に進出した。
2019年全豪オープンではアリソン・リスクと組んだ女子ダブルスでベスト4に進出した。
2020年1月のブリスベン国際では2回戦で世界1位のアシュリー・バーティを 6–4, 7–6(4) で破る殊勲を挙げた。8月のレキシントン大会でツアー初の決勝に進出した。決勝でジル・タイヒマンを 6–3, 6–4 で破りWTAツアー初優勝を果たした。
2020年全米オープンでは自己最高のベスト4に進出した。準決勝では優勝した大坂なおみに 6–7(4), 6–3, 3–6 で敗れた。
2021年全豪オープンでは第22シードとして出場し、グランドスラムで自身初の決勝進出を果たすも、決勝では優勝した大坂なおみに4-6,3-6で敗れた。
大会後の2月22日付ランキングでは自己最高のシングルス13位を記録している。

## WTAツアー決勝進出結果

### シングルス: 1回 (1勝0敗)
| 大会グレード                  |
| ----------------------------- |
| グランドスラム (0–0)          |
| WTAファイナルズ (0–0)         |
| プレミア・マンダトリー (0–0)  |
| プレミア5 (0-0)               |
| WTAエリート・トロフィー (0-0) |
| プレミア (0–0)                |
| インターナショナル (1–0)      |

| 結果 | No. | 決勝日        | 大会         | サーフェス | 対戦相手         | スコア   |
| ---- | --- | ------------- | ------------ | ---------- | ---------------- | -------- |
| 優勝 | 1.  | 2020年8月16日 | レキシントン | ハード     | ジル・タイヒマン | 6–3, 6–4 |

## 4大大会シングルス成績
略語の説明
| W | F | SF | QF | #R | RR | Q# | LQ | A | Z# | PO | G | S | B | NMS | P | NH |

W=優勝, F=準優勝, SF=ベスト4, QF=ベスト8, #R=#回戦敗退, RR=ラウンドロビン敗退, Q#=予選#回戦敗退, LQ=予選敗退, A=大会不参加, Z#=デビスカップ/BJKカップ地域ゾーン, PO=デビスカップ/BJKカッププレーオフ, G=オリンピック金メダル, S=オリンピック銀メダル, B=オリンピック銅メダル, NMS=マスターズシリーズから降格, P=開催延期, NH=開催なし.
| 大会           | 2014 | 2015 | 2016 | 2017 | 2018 | 2019 | 2020 | 2021 | 2022 | 2023 | 2024 | 2025 | 通算成績 |
| -------------- | ---- | ---- | ---- | ---- | ---- | ---- | ---- | ---- | ---- | ---- | ---- | ---- | -------- |
| 全豪オープン   | A    | A    | A    | 4R   | 1R   | LQ   | 1R   | F    | A    | A    | A    | A    | 9–4      |
| 全仏オープン   | A    | A    | LQ   | 1R   | 2R   | 2R   | 1R   | 3R   | A    | A    | A    | A    | 4–4      |
| ウィンブルドン | A    | A    | LQ   | 2R   | 2R   | 1R   | NH   | A    | A    | A    | A    | A    | 2–3      |
| 全米オープン   | LQ   | LQ   | LQ   | 4R   | 1R   | 1R   | SF   | A    | A    | 3R   | A    |      | 10–5     |